# Косбаз
Косба́з (каз. Қосбаз) — село у складі Каратобинського району Західноказахстанської області Казахстану. Входить до складу Аккозинського сільського округу.
Населення — 17 осіб (2021; 100 у 2009, 175 у 1999, 287 у 1989).